# Palomino (robe)
Vous lisez un « bon article » labellisé en 2014.
Pour les articles homonymes, voir Palomino.
Robe du cheval
Le palomino est une couleur de robe d'apparence dorée chez le cheval, souvent vue par erreur comme une race de chevaux. Génétiquement, la robe palomino provient de la dilution d'une robe de base alezane par un unique allèle du gène Crème. Attestée par des sources écrites et iconographiques dès la plus haute Antiquité, elle est assez rare en l'absence d'un élevage sélectif, ce qui la rend d'autant plus recherchée. La couleur typique est celle d'une « pièce d'or neuve », avec des crins proches du blanc. Comme beaucoup d'autres robes du cheval, le palomino peut être modifié par l'action de gènes supplémentaires.
Culturellement associée aux races américaines qui descendent de chevaux ibériques, cette robe n'a pourtant aucune spécificité nord-américaine et peut se rencontrer chez de nombreux chevaux. Les Américains l'ont nettement popularisée en créant plusieurs registres de couleur pour enregistrer les palominos. Ces chevaux connaissent aussi un grand succès à la télévision et au cinéma américains des années 1940 à 1960, notamment grâce au célèbre Trigger, monture de Roy Rogers, et à Bamboo Harvester dans la série Monsieur Ed, le cheval qui parle. Les palominos donnent leur nom à un roman de Danielle Steel.

## Terminologie
Plusieurs théories existent concernant l'origine du nom « Palomino ». La plus fréquente évoque un nom de famille espagnol assez répandu. L’occurrence de la robe palomino chez les chevaux ibériques rend cette théorie d'autant plus crédible. D'après l'une de ces théories, Juan de Palomino se serait vu offrir un cheval de cette couleur par Hernán Cortés. Une famille d'éleveurs d'origine ibérique portant ce nom a également pu faire naître des chevaux de robe palomino, qui se seraient fait connaitre sous le nom de « chevaux des Palomino », puis simplement de « Palominos ». Une autre théorie évoque l'influence du nom d'une variété de raisins espagnols. Enfin, une dernière y voit une déformation du nom de la colombe en espagnol, paloma,. Quoi qu'il en soit, le nom « palomino » n'est pas d'usage courant aux États-Unis avant les années 1920.

## Histoire

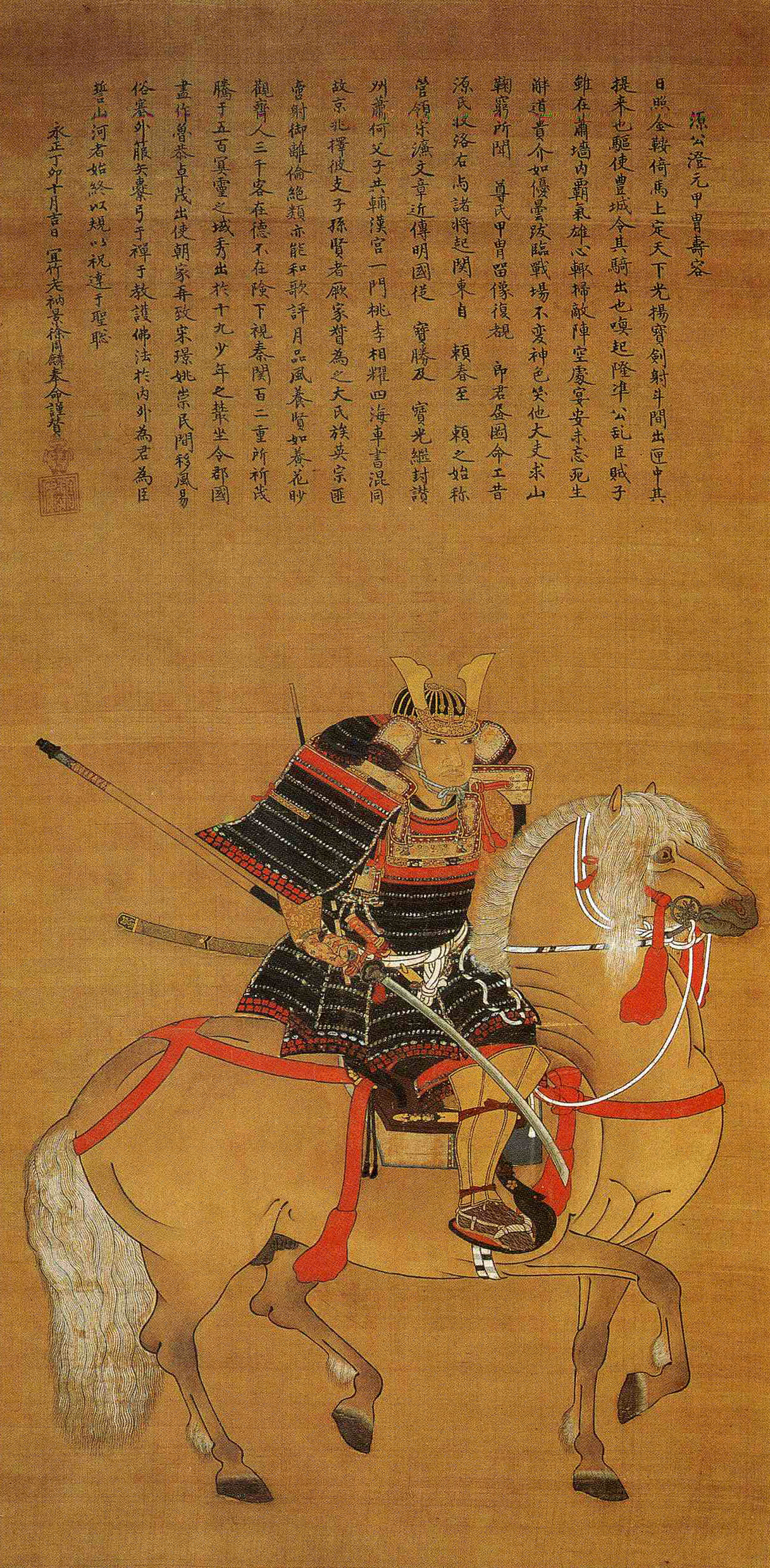
Hosokawa Sumimoto à cheval (sur un palomino), peinture de Kanō Motonobu réalisée en 1507, musée Eisei Bunko.

Dans l'imaginaire collectif, cette robe est souvent associée aux chevaux américains. Elle n'a en réalité aucune spécificité nord-américaine, étant connue depuis très longtemps et dans de nombreuses régions du monde, que ce soit par des documents écrits, iconographiques, ou des mythes et légendes,, tant en Europe et en Asie qu'en Afrique du Nord, notamment parmi les chevaux ibériques et barbes. La littérature antique évoque des « chevaux dorés », dans l'Iliade d'Homère : d'après Bernard Sergent, l'étymologie du nom de Xanthe, l'un des chevaux du char d'Achille, renvoie à « blond, alezan ». Il est possible que cela fasse référence à un cheval de robe palomino, ou à un alezan crins lavés. Dans la mythologie nordique, certains chevaux portent des noms tels que Gullfaxi (« crinière d'or ») et Gulltoppr « Toupet d'or » ou « Crinière d'or », qui semblent également faire référence à cette robe,.
L'art chinois, perse et japonais montre clairement de tels chevaux. Le gène responsable de cette couleur de robe pourrait provenir de la race Barbe, ou bien de l'Arabe, cependant ces gènes de couleurs ont disparu du pool génétique de l'Arabe par la suite, peut-être en raison d'une sélection visant à les éliminer,. Les récits des croisades mentionnent le « cheval doré » parmi les armées Maures et Arabes. Saladin aurait lui-même présenté un palomino à Richard Cœur de Lion. Cependant, l'origine exacte de la robe reste à définir scientifiquement, de nombreuses légendes circulant à son sujet.
La reine Isabelle la Catholique a vraisemblablement encouragé l'élevage de palominos, réservant leur usage aux seuls nobles. Il est probable que le « gène de couleur » responsable de la robe, le gène crème, soit arrivé dans les Amériques au XVIe siècle, avec les chevaux des conquistadors. Un document évoque cinq juments et un étalon envoyés en Nouvelle-Espagne (Mexique) à l'instigation de la reine Isabelle. De là, le gène de couleur a vraisemblablement gagné les élevages de chevaux du Texas et de la Californie. Bien que la génétique des robes leur soit inconnue, les colons espagnols montrent une grande maîtrise dans l'élevage des chevaux à la robe dorée. Un ouvrage imprimé en 1774 précise qu'ils apparient volontairement les juments présentant une robe claire à des étalons plus foncés.
Depuis, les « chevaux de couleurs » sont toujours très appréciés dans les Amériques. Ils fontt l'objet d'élevages spécifiques par les Nord-Amérindiens et les colons, ce qui explique que les chevaux palomino soient relativement fréquents en Amérique du Nord. La très grande popularité de cette couleur est attestée par le nombre d'associations d'éleveurs constituées pour l'obtenir.

## Description

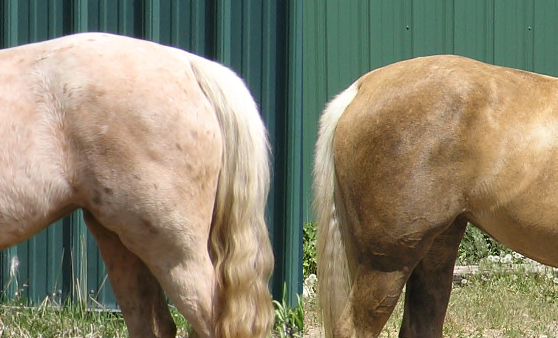
Variation saisonnière de la robe du même cheval palomino. À gauche, le poil d'hiver. À droite, le pelage d'été.

La robe palomino est assez simple à reconnaître. Sa couleur classique est celle d'une « pièce d'or neuve », mais il existe des variantes plus claires ou plus foncées. La robe est connue pour être très évolutive, les palomino naissent souvent avec une teinte plus claire que celle qu’ils auront à l’âge adulte, et foncent avec l'âge. Ils ne deviennent jamais alezans pour autant. Le palomino peut aussi « charbonner », un mélange de crins noirs apparaissant dans la crinière et la queue. La robe est également bien connue pour présenter des variations saisonnières, paraissant plus foncée l'été et plus claire l'hiver.
La robe « palomino » comporte des poils fauves clairs plus ou moins dorés, des crins blanc-argent plus clairs que la robe, une peau foncée (noire ou grise, mais jamais rose) et des yeux foncés, jamais bleus bien qu'ils puissent se révéler plus clairs que chez des animaux aux robes non-diluées. L'Institut français du cheval et de l'équitation distingue officiellement palomino, palomino clair et palomino cuivré. Il ne faut pas confondre cette robe avec l'alezan aux crins lavés (dû au gène flaxen), car l'alezan est plus foncé et les crins lavés sont plutôt « beiges ». Les chevaux palomino les plus clairs sont souvent confondus avec des chevaux crèmes. Certains poulains palominos naissent clairs. Le moyen le plus sûr de différencier un  palomino clair d'un cheval crème consiste à regarder ses yeux et sa peau : Les palominos ont les yeux généralement foncés et la peau noire (sauf sous leurs marques blanches), tandis que les crèmes ont la peau rose, et des yeux généralement bleus.

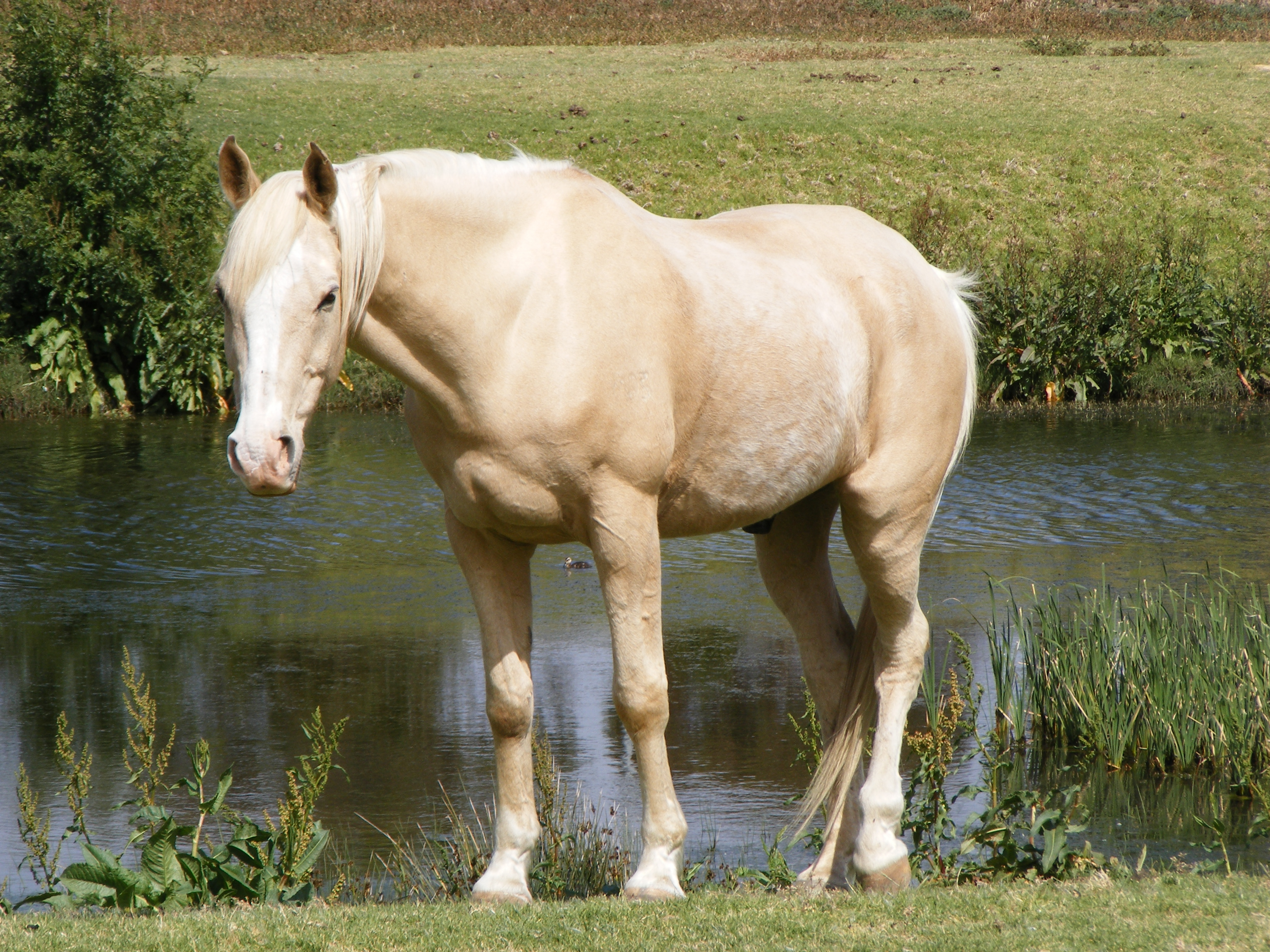
Palomino clair, proche de la couleur  crème
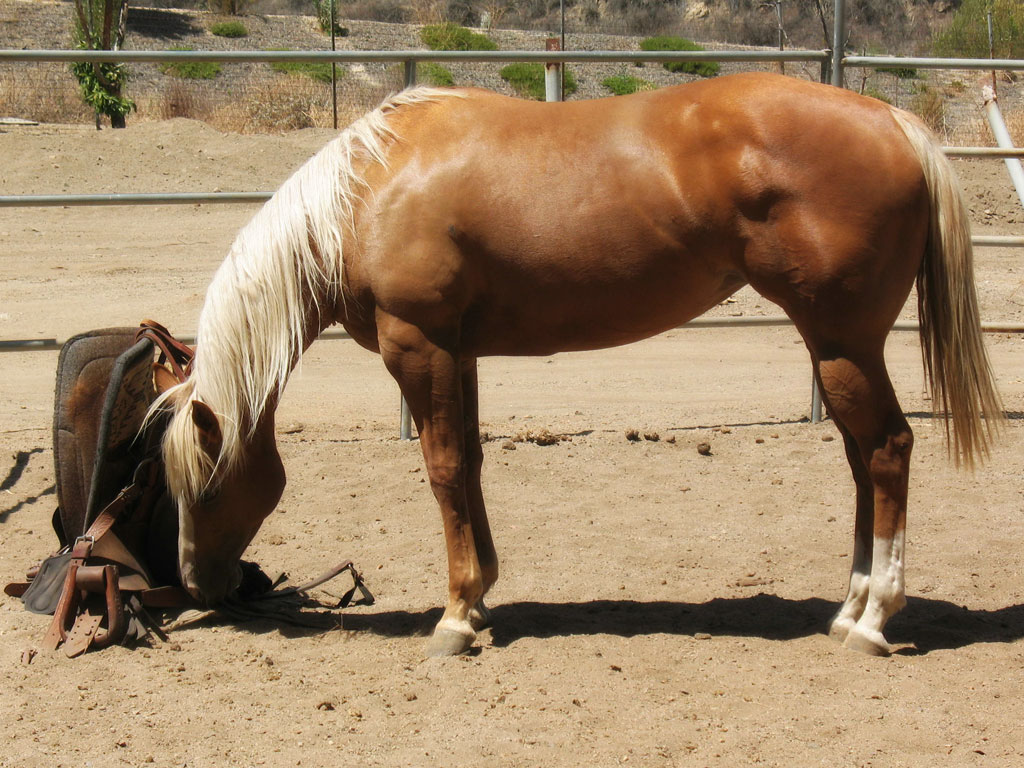
Palomino « cuivré »
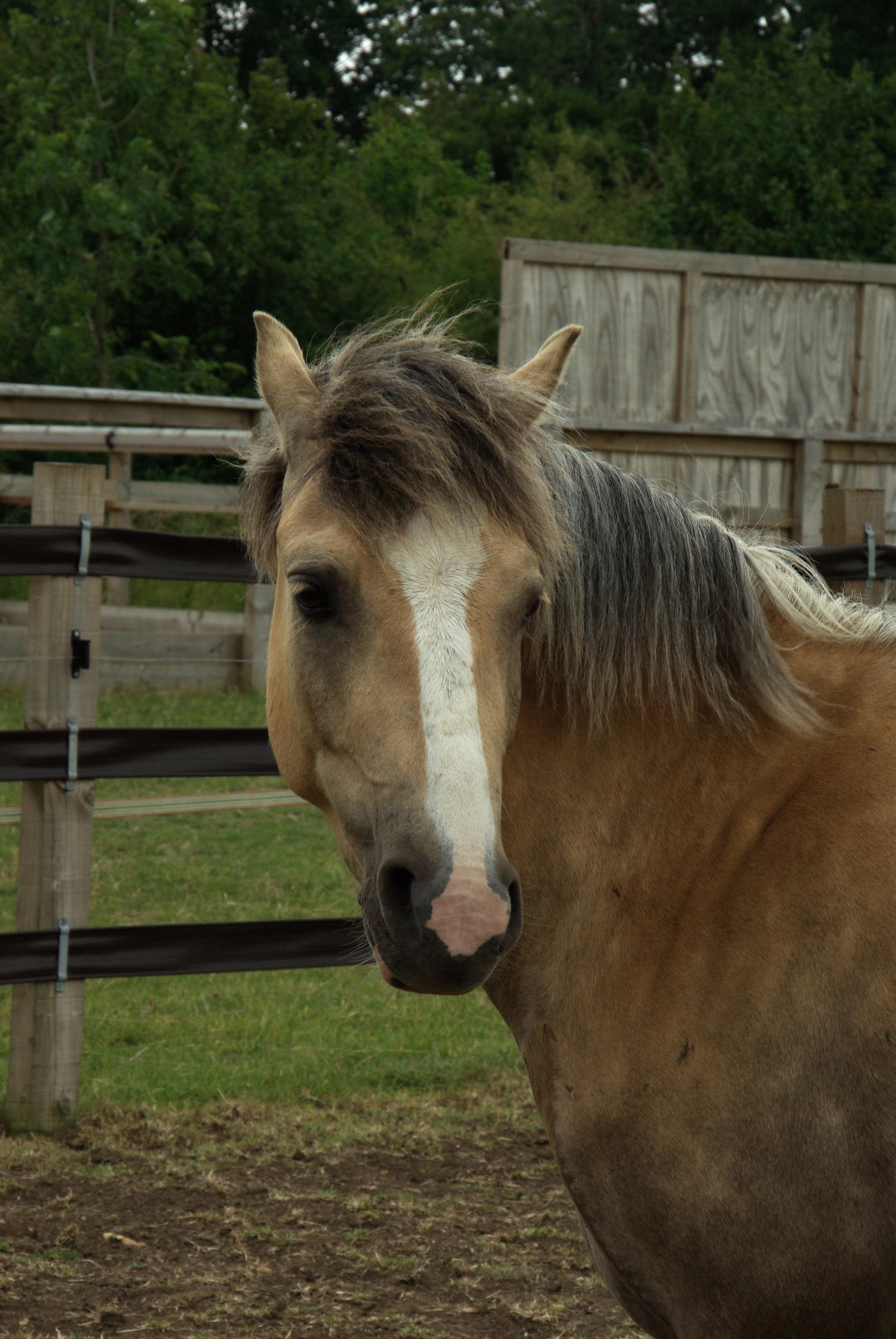
Palomino « charbonné » (présence de crins et de poils noirs)
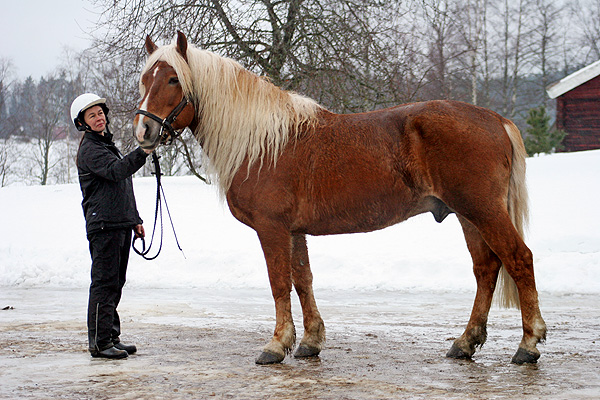
Alezan crins lavés. La robe et la crinière sont plus foncées que chez le palomino
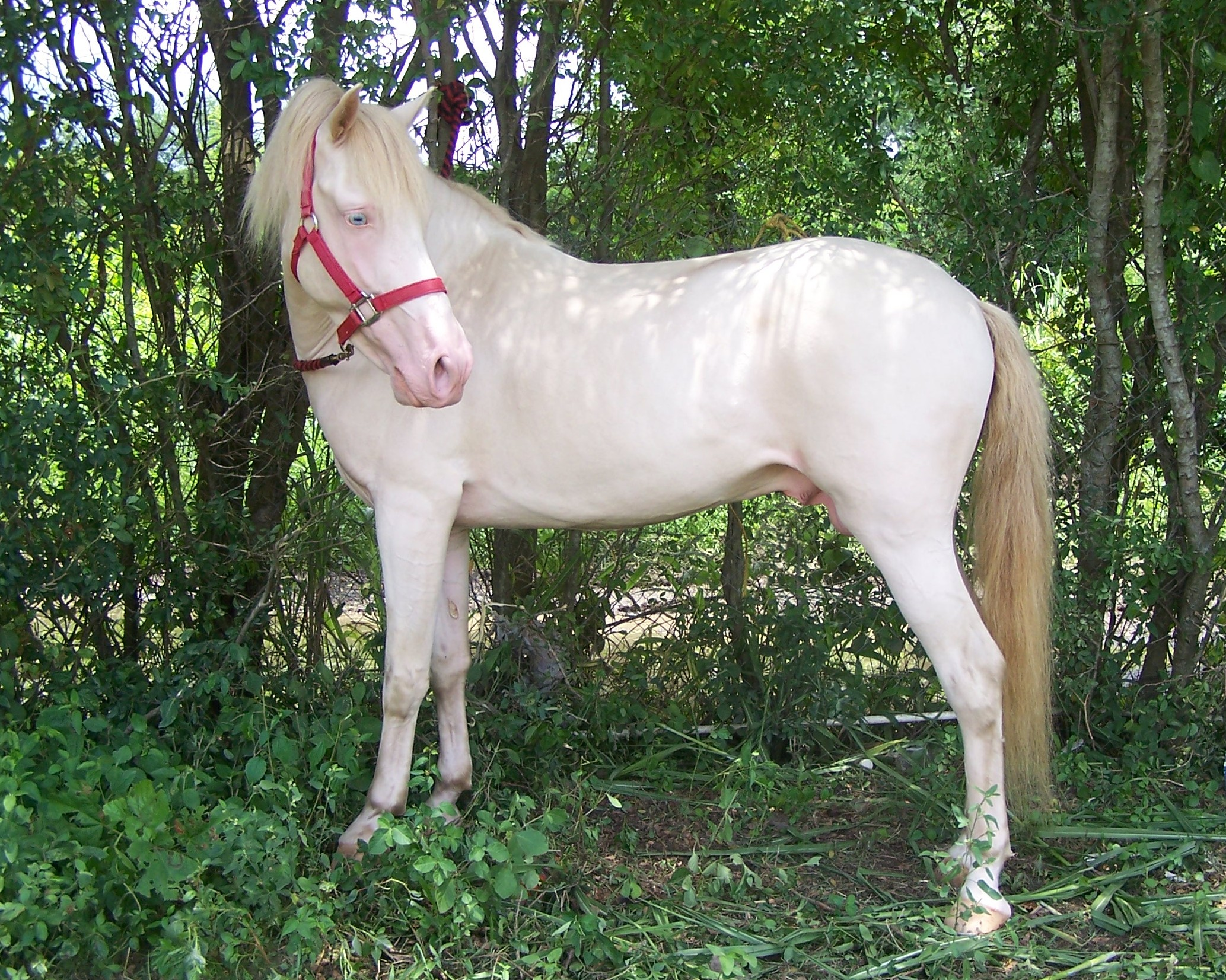
Les chevaux crème et perlino sont presque blancs, et ont les yeux bleus

## Génétique

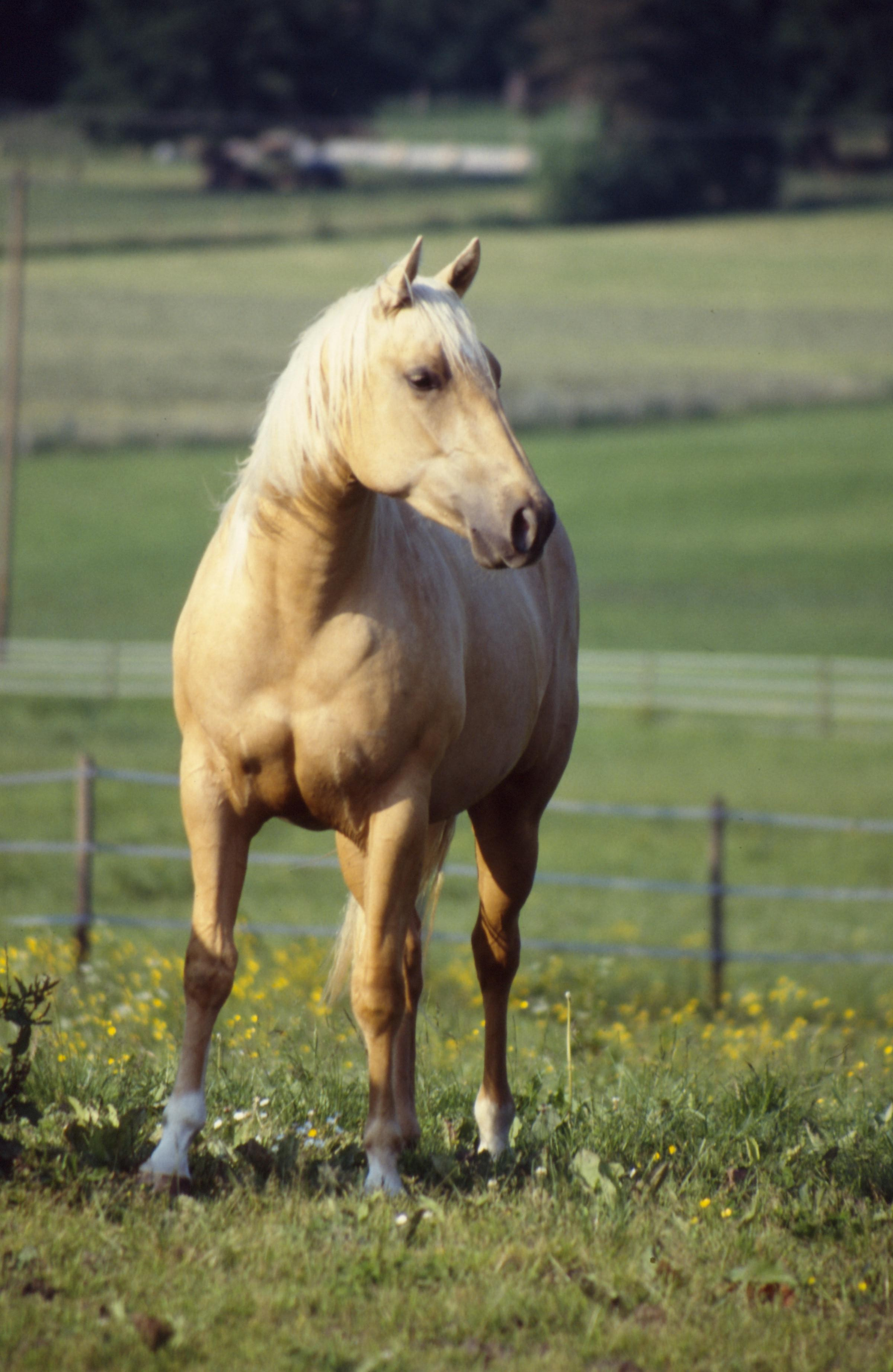
Un Quarter Horse palomino.

Tout comme l'isabelle, issu de la décoloration du bai par le gène crème, le palomino est une robe très recherchée. Son occurrence est relativement rare en l'absence d'un élevage spécifique, ce qui la rend d'autant plus appréciée. Les élevages de chevaux de robe palomino sont basés sur une sélection génétique rigoureuse. Le phénotype du palomino est créé par l'éclaircissement (la dilution) d'une robe de base alezane (ee) sous l'action du gène dominant crème (CR). Présent en un seul exemplaire (dilution simple), le gène crème donne un cheval palomino (ee CRcr). Tous les chevaux palomino sont donc hétérozygotes. Le gène crème a été identifié, sa présence peut être attestée par une analyse génétique. Son action est désormais bien comprise, grâce aux études dont il a fait l'objet. Le gène responsable est localisé sur le locus 21.
La dilution par le gène crème sur une robe de base alezane atténue l'intensité de la phéomélanine, ce qui donne la couleur dorée. La dilution des crins est plus forte, leur conférant une teinte blanche ou presque. Le fait que les crins soient plus clairs que la robe dorée reste toutefois difficile à expliquer. Il pourrait être lié à une différence dans l'action du gène entre les mélanocytes présents dans les crins, et ceux qui sont présents dans le pelage du corps. Aucun problème de santé particulier n'est associé à la robe palomino.

### Sélection pour obtenir la robe palomino
L'élevage des chevaux palomino repose sur une sélection génétique rigoureuse, la couleur du poulain à naître étant déterminée par celle des parents. La difficulté posée aux éleveurs qui ne connaissent pas la génétique réside dans le fait qu'un croisement à partir d'un cheval palomino a toujours moins de chances de donner la robe désirée qu'un croisement entre un cheval alezan et un autre portant deux copies de l'allèle crème. Une autre difficulté posée à l'éleveur provient du fait que certaines races acceptent la robe palomino mais refusent le crème. Dans ce cas, le croisement d'un palomino et d'un alezan permet d'éviter la naissance du crème.
| Robe des parents,                       | Robe du poulain,                       |
| --------------------------------------- | -------------------------------------- |
| Alezan (ee) × Crème (ee CRCR)           | 100 % palomino                         |
| Palomino (ee CRcr) x Palomino (ee CRcr) | 50 % palomino, 25 % alezan, 25 % crème |
| Alezan × Palomino                       | 50 % palomino, 50 % alezan             |
| Alezan x Perlino                        | 50 % palomino                          |
| Alezan ×                                | 25 % palomino                          |
| Bai x Palomino                          | 25 % palomino                          |
| Isabelle x Crème                        | 25 % palomino                          |

### Gènes supplémentaires
Différentes nuances de robes palomino peuvent être dues à d'autres gènes surajoutés, suspectés mais dont l'existence n'est pas prouvée. Le gène sooty rendrait la robe plus sombre (charbonnée). On peut rencontrer des chevaux palomino pie dans toutes les variantes (tobiano, sabino, tachetés, etc.). La robe palomino pie présente alors de grandes taches blanches, séparées des parties colorées. Cependant, ces chevaux sont très rares. Le gène Rouan, enfin, agit aussi sur le palomino lorsqu'il est présent.

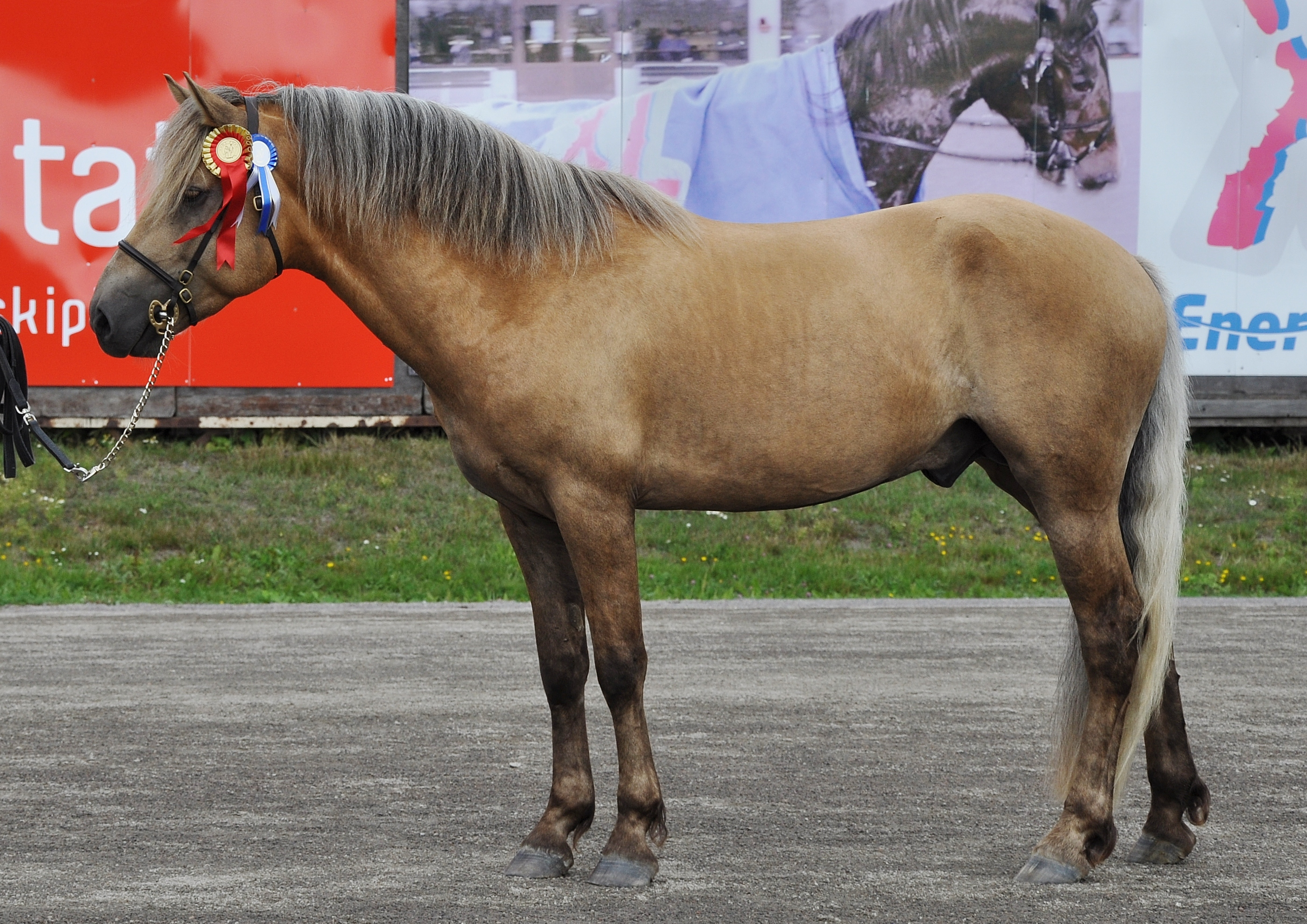
Cheval finlandais palomino « charbonné » (fumé).
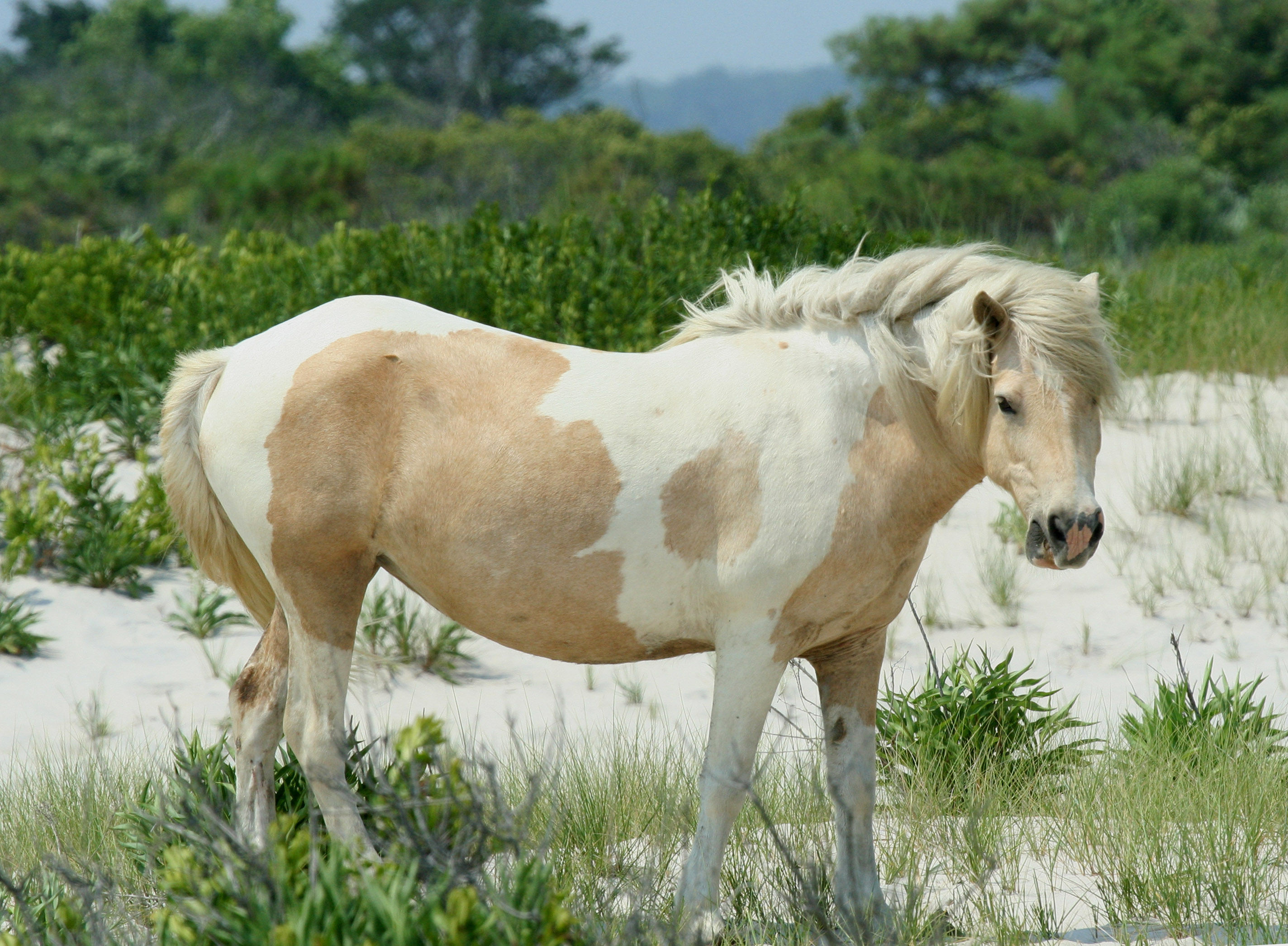
Poney Chincoteague palomino, avec une panachure tobiano
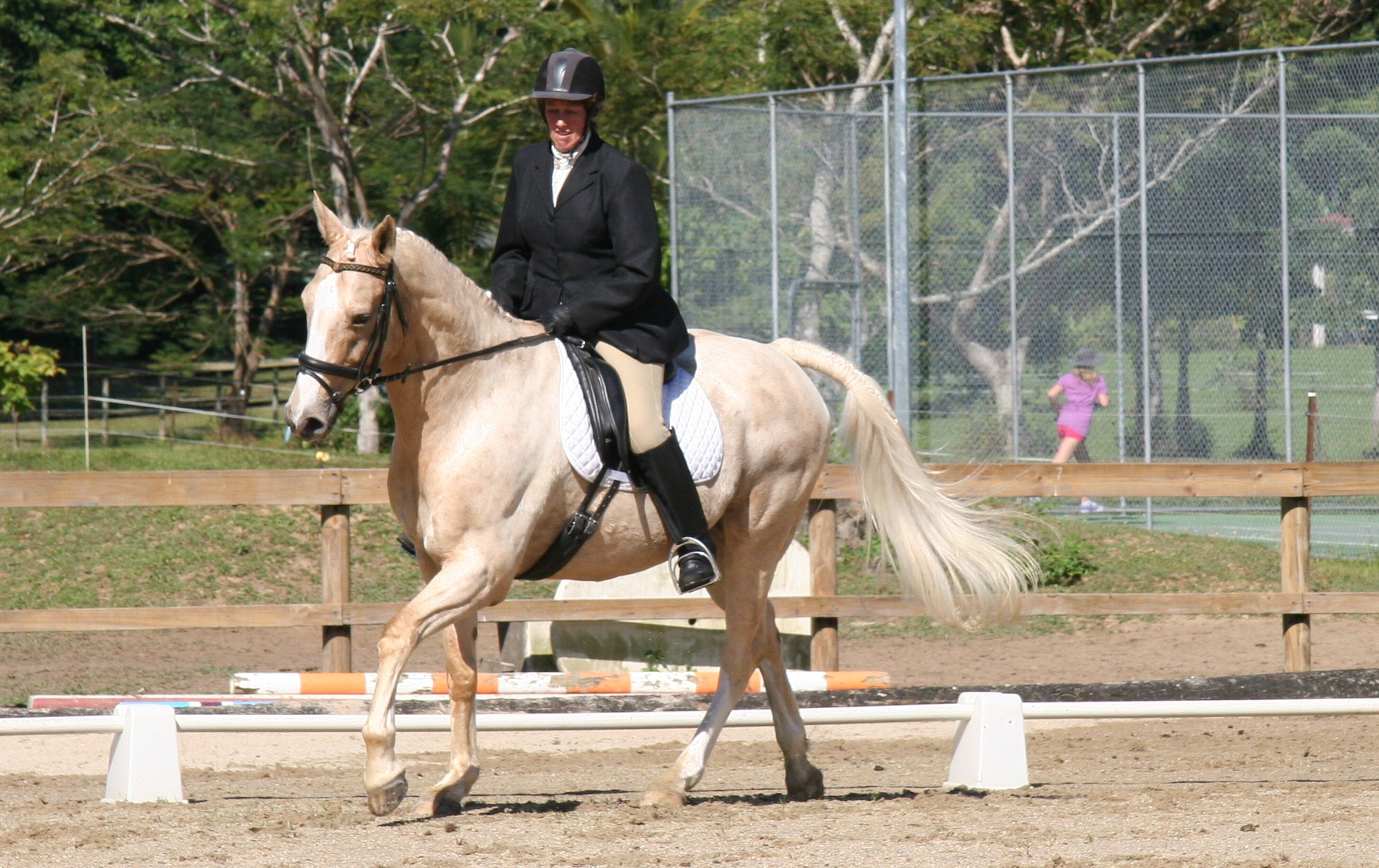
Palomino rouan.

## Fréquence

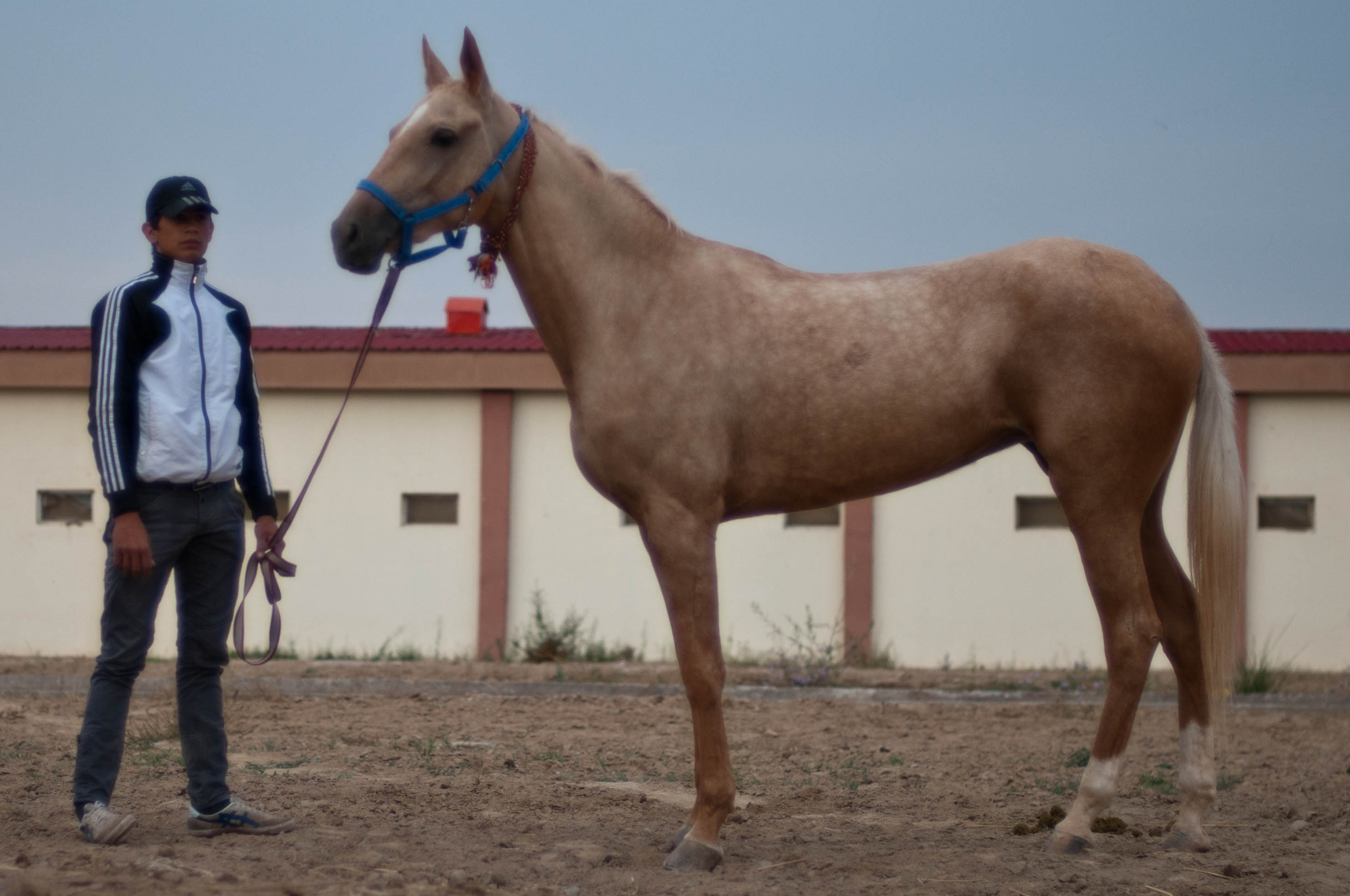
Un Akhal-Teke palomino, au Turkménistan.

La robe palomino peut se rencontrer chez beaucoup de races de chevaux et de poneys à travers le monde, avec une prévalence chez les poneys et les chevaux de travail. Un cheval ou un poney de robe palomino a des utilisations très différentes, suivant sa race d'origine. Parmi les races arborant cette robe figurent les Akhal-Tekes turkmènes, les Lusitaniens portugais, les Islandais, les poneys de l'île de Sable au Canada, les Quarter Horses, American Saddlebreds, Morgans et Tennessee Walkers américains, les Paso péruviens, Paso finos ou encore les Welshes gallois. En raison du très grand effectif de la race Quarter Horse, dans les années 1990, on estime que la moitié des palominos du monde appartiennent à cette race.
La robe est par contre extrêmement rare chez le Pur-sang et interdite dans la plupart de ses standards, mais elle est reconnue par celui du Jockey Club américain. Elle n'existe vraisemblablement pas chez la race Arabe, bien que des chevaux Arabes puissent exceptionnellement être enregistrés par erreur dans les registres du palomino s'ils présentent une robe alezane claire et des crins lavés.

## Registres
Contrairement à une opinion populaire répandue, il n'existe pas de race chevaline du nom de « Palomino »,, mais uniquement des registres pour ces chevaux de couleur, tenus par des associations. Les plus connus sont américains. Des équivalents existent dans d'autres pays comme la France (Association Française du Cheval Palomino et Isabelle), le Canada (Société canadienne des chevaux Palomino, créée en 1944 à Calgary et réorganisée en 1952), le Royaume-Uni (British Palomino Society) et la Belgique (ASBL Royal Belgian Palomino). En 1947, la Palomino Horse Association a tenté de créer une race de « chevaux dorés » en mettant en place une sélection sur l'utilisation : beaucoup d'éleveurs américains étaient aveuglés par la beauté de cette couleur et un grand nombre de présentations de chevaux ne mettaient l'accent que sur la robe, au détriment de la fonctionnalité. Pour des raisons génétiques, il est cependant impossible de créer une race de chevaux n'arborant que cette robe.

### Palomino Horse Association (PHA)

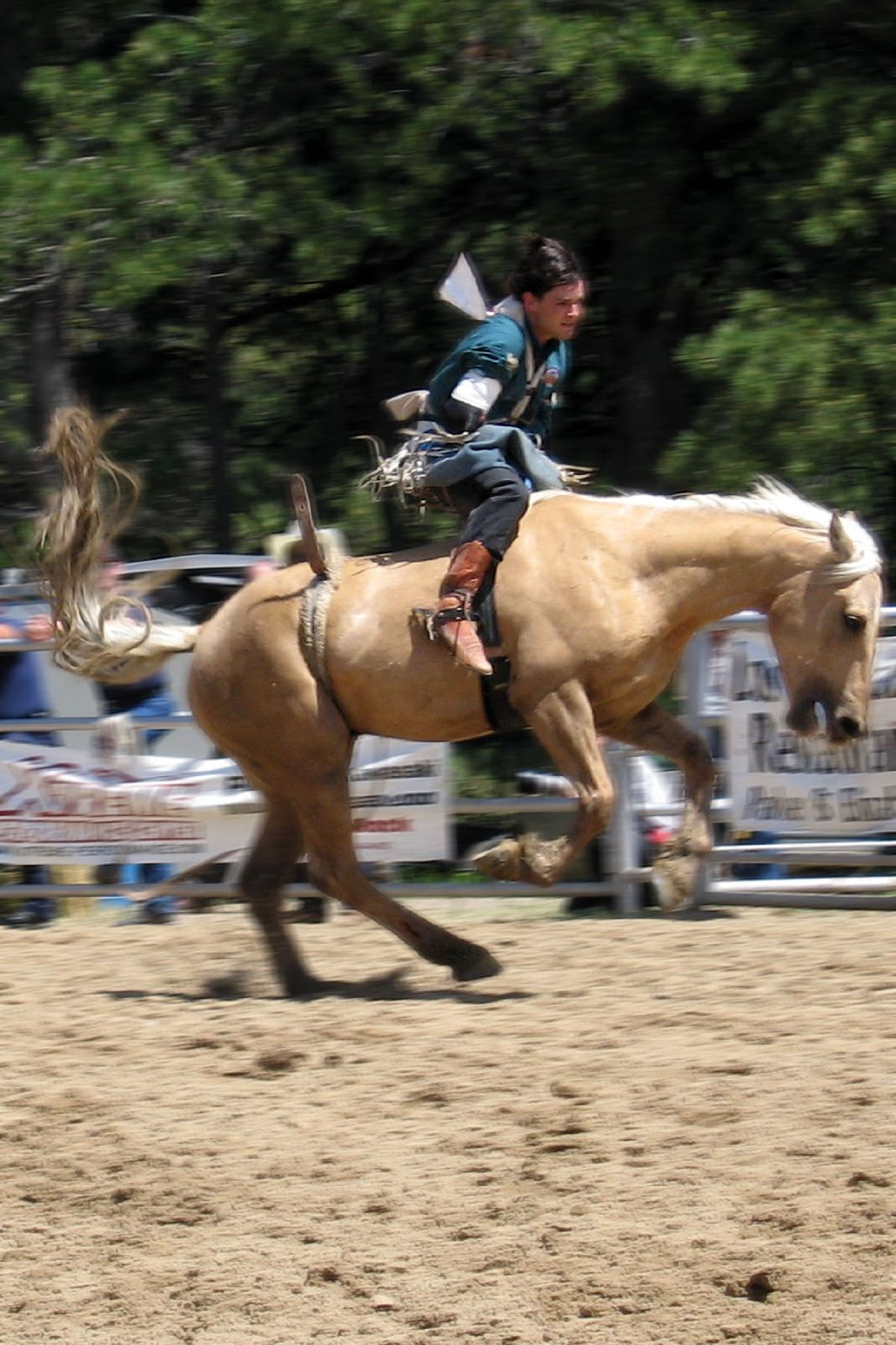
Un cheval de rodéo américain portant la robe palomino.

La Palomino Horse Association, créée en 1935 est très ouverte, puisqu'elle enregistre les chevaux de robe palomino quelle que soit leur race ou leur type, tant dans le ton de la couleur que dans la conformation. Dans l’intérêt de la préservation de l'élevage, des chevaux portant la double dilution crème avec les yeux bleus sont également enregistrés,. Les chevaux qui n'entrent dans aucun autre registre de race sont acceptés, tant qu'ils répondent aux critères établis par l'association,. Trigger et Bamboo Harvester ont été enregistrés par la PHA.

### Palomino Horse Breeders of America(PHBA)
L'association Palomino Horse Breeders of America, créée en 1941, a des critères d'enregistrement plus stricts que la précédente. La hauteur au garrot doit être comprise entre 1,40  et   1,70 m, la couleur du corps doit être celle d'une pièce d'or à deux ou trois tons près. Les crins et la queue doivent posséder un minimum de 85 % de crins blancs, les marques blanches (balzanes, listes) ne doivent pas dépasser une certaine limite, les marques primitives sont interdites. Ce standard de robe possède aussi l'originalité d'exclure certaines morphologies de chevaux. L'animal palomino doit présenter du raffinement, en particulier dans sa tête, sans ascendance de cheval de trait ni de poney. Quinze races, en majorité américaines, forment la base du registre. Ces chevaux sont des animaux de selle polyvalents, aptes à la randonnée équestre et à l'équitation de travail. La PHBA enregistre annuellement entre 1 800  et   1 900 nouveaux chevaux.

### Royal Belgian Palomino(RBP)
La Royal Belgian Palomino a été créée en 1954 en Belgique, mais son stud-book n'est fonctionnel que depuis 2009. D'après un éleveur membre de cette association, sa création découle de l'impossibilité d'enregistrer les chevaux palomino belges dans un quelconque stud-book. Cette création de stud-book a été précédée d'un processus d'homogénéisation des chevaux, avec un classement par type : arabe, américain, baroque, cheval/poney de sport, et miniature. Ce stud-book accepte par ailleurs toutes les robes avec le gène crème.

## Dans la culture populaire

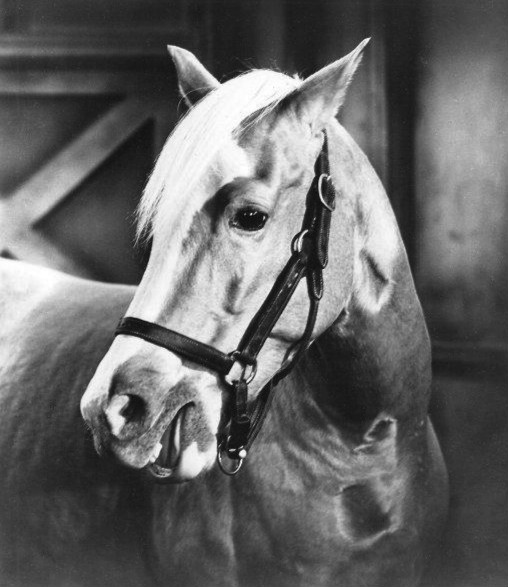
Bamboo Harvester, cheval palomino qui incarne Monsieur Ed, le cheval qui parle.

Les représentations de chevaux à la robe palomino sont assez nombreuses, attestant de la popularité constante de cette couleur de robe à toutes les époques. L'apparence impressionnante des palominos leur a parfois valu le surnom de « chevaux magiques » (« magical horses »), suscitant des interprétations variées, allant du cheval porte-bonheur ou cadeau des dieux à l'animal porte malheur (selon un conte écossais). À l'époque où le mécanisme génétique de la robe restait inconnu, la difficulté d'obtenir un palomino, même par le croisement de deux palominos entre eux, rendait cette robe d'autant plus mystérieuse.
Des années 1930 aux années 1960, les chevaux palomino sont très courants dans les productions culturelles américaines. Trigger, la monture de Roy Rogers qualifiée de « cheval le plus intelligent du cinéma », devient le plus connu des palominos américains. Il est le héros de deux films, Mon pote Trigger et L'étalon d'or. La série Monsieur Ed, le cheval qui parle met aussi en scène un cheval palomino, joué par Bamboo Harvester. La Metro-Goldwyn-Mayer réalise en 1953 le cartoon Half-Pint Palomino, où un ours tente de capturer le plus petit cheval du monde, qui est un palomino. Il reste fréquent d'en voir sur toutes sortes d’événements aux États-Unis, notamment les parades et en particulier celle du tournoi de la parade des roses, où leur couleur dorée assure un grand succès auprès du public.
En 1950, Odette Oligny publie Le cheval d'or, un roman qui raconte les aventures d'un palomino canadien et de deux chiens colleys, Louki et Vilma. Danielle Steel a publié en 1981 un roman intitulé Palomino dont l'un des thèmes est l'élevage des chevaux dans un ranch américain.